# Fulvi Diogenià
Fulvi Diogenià (en llatí Fulvius Diogenianus) va ser un magistrat romà de rang consular que va viure en temps de l'emperador Macrí. Formava part de la gens Fúlvia, una antiga família romana d'origen plebeu.
Era famós per la seva llibertat de paraula. Dió Cassi en parla. Se suposa que és el mateix personatge anomenat només Fulvi que va ser prefecte de la ciutat l'any 222 sota Elagàbal i va morir, juntament amb Aureli Eubule, a mans dels soldats i el poble revoltat en les matances que van seguir a l'assassinat de l'emperador Elagàbal. En el seu càrrec el va succeir Eutiquià Comazon.